# Аль-Махди Ахмад
Аль-Махди Ахмад ибн Яхья (араб. المهدي أحمد بن يحيى‎;
1363 — 1436) был имамом государства Зайдитов в Йемене который некоторое время провел в имамате (1391—1392).
Ахмед бин Яхья был потомком зайдитского имама ад-Да’и Юсуф (умер в 1012 год в 12-м поколении и родился в 1363 или 1373 году. Он был очень хорошо образованным и плодовитым писателем по различным предметам. В 1391 году упав с мула умер старый имам аль-Насир Мухаммед Салах аль-Дин, оставив только молодых потомков. Кади Абд Али ибн аль-Хасан ад-Довари (англ.  Abd Allah ibn al-Hasan ad-Dawwari) временно взял на себя административные заботы в зайдитских регионах Нагорного Йемена, во имя сыновей-Насира. Тем не менее, зайдитские улемы собрались в мечети Джамал ад-Дин (англ. Djamal al-Din ) в Санаа и назначили Ахмед бин Яхья имамом под именем аль-Махди Ахмед. Этот шаг не был принят ад-Довари (англ. ad-Dawwari), который тут же назначил сына умершего имама аль-Мансур Али бин Салах ад-Дин. Аль-Махди Ахмед и его сторонники бежали из Саны в Бейт Боус (англ. Bayt Baws) и в течение одного года два имама сражались друг с другом за превосходство. В 1392 году в селении Мабар, южнее Санаа, аль-Махди Ахмед был схвачен силами аль-Мансур Али и заключен в тюрьму на 7 лет. В 1399 году экс-имам бежал с помощью сочувствующих ему тюремных охранников. Он жил личной жизнью вплоть до своей смерти от чумы в 1436 году около Хадджа (кат. d'Hadjdja). В том же году умер от чумы в Санаа соперник Али.
В то время у него не было административных или военных навыков, необходимых для зайдитского имама, от аль-Махди Ахмед осталось значительное количество сочинений по догматике, логике, поэзии, грамматике и праву. Например, он является автором богословско-правовой энциклопедии «Аль-Бахр аль-захэр» (англ. “Al-Bahr al-zahhar”).

## Примечатия
1. 1 2 3  Ibn Jaḥjà bin al-Murtaḍà, Aḥmad // Чешская национальная авторитетная база данных
2. ↑  The filiation was: ad-Da’i Yusuf — al-Qasim — Yahya — Ali — al-Hajjaj — al-Mufaddal — al-Mansur — al-Mufaddal — al-Murtada — Ahmad al-Jawad — al-Murtada — Yahya — al-Mahdi Ahmad.
3. ↑  Encyclopaedia of Islam, Vol. V. Leiden 1986, p. 1241.
4. ↑  Carl Brockelmann, Geschichte der arabischen Literatur, Vol I. Leiden 1943, pp. 238-40.